# Barbarské státy

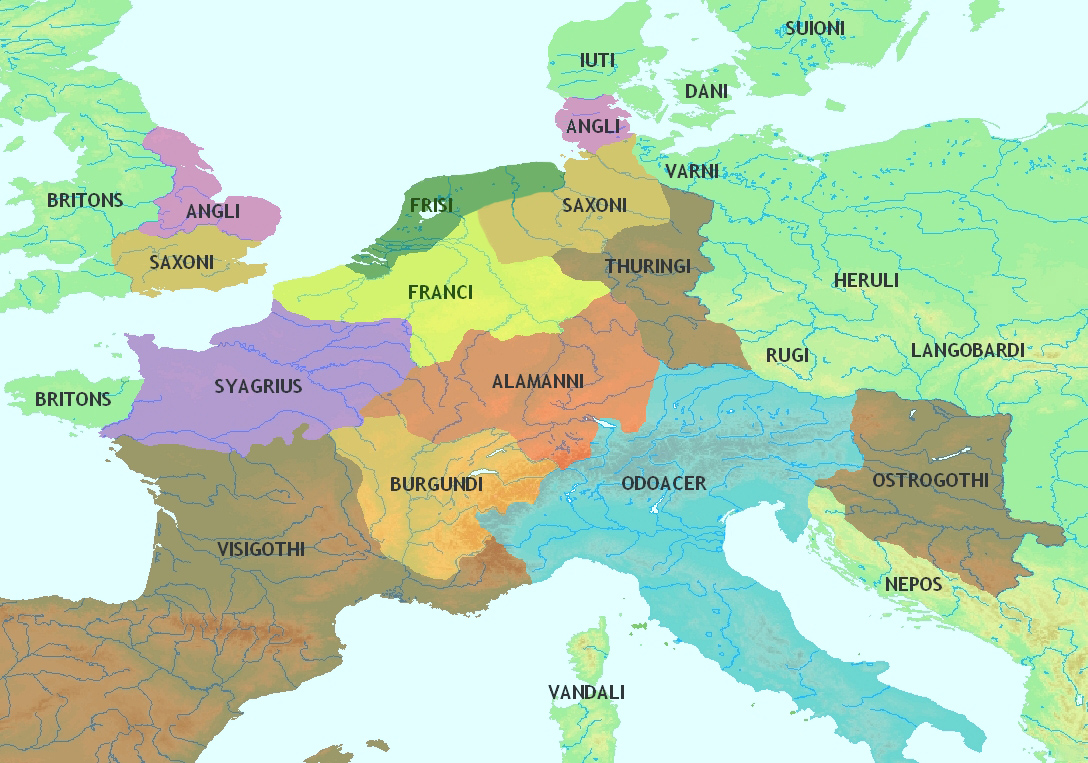
Barbarská království (barevně) v 5. století s výjimkou Syagriovy říše (fialová), která byla pozůstatkem Západořímské říše

Barbarské státy neboli také barbarská království vznikaly během 6. a 7. století na území západní Evropy, tj. období stěhování národů, byly vytvářeny zvláště germánskými kmeny. Pojem barbarus byl užíván Římany pro neřímské cizince. Většina těchto nových státních útvarů vytvořených barbary se vyznačovala tím, že byla zakládána na troskách Západořímské říše, částečně tak navazovala na dědictví antické civilizace, ale zpravidla pro ní znamenaly spíše úpadek (rozpad pokročilé římské infrastruktury, pokles vzdělanosti, někde návrat ke kmenovému uspořádání společnosti apod.). Příchod barbarů rovněž poznamenal římskou církev a způsobil vážné otřesy v jejím uspořádání, neboť noví příchozí byli často ještě pohany, ale čím dál častěji byli pokřtěnými vyznavači ariánství, které církev vnímala jako sobě odporující herezi. K zásadnímu obratu došlo, až když franský král Chlodvík I. přestoupil ke katolictví a spolu s ním všichni Frankové po roce 498.
K barbarským státům (královstvím) patřily:
- Alamannské království (do roku 496) v jihozápadní Germánii
- Alanské království (409-534) v Hispánii a severní Africe
- Svébská říše (410–584) v západní Hispánii
- Burgundská říše (411–534) v Sapaudii
- Vizigótská říše (418–711) na Pyrenejském poloostrově
- Ostrogótská říše (493–553) v Itálii
- Vandalská říše (429–534) v severní Africe
- Římsko-maurské království (429–578) v severní Africe
- anglosaská království (zhruba 450–899) v Británii
- Franské království (481–843) severně od Galie, později Galie
- Durynské království (asi 400–531) v Germánii
- Langobardské království (568–774) v Itálii
- Rugijské království – Rugiland (467–487) v Pobaltí, poté v Dolním Rakousku
- Fríské království (asi 600–734) severně od Galie
- Armorika (5. století) na Bretaňském poloostrově
- Hunská říše (316–484) na území Panonie, Germánie a Dácie

## Ostrogótská říše (493–555)
Ostrogótská říše měla svá původní sídla u Černého moře a na Krymu, která byla zničena Huny; po jejichž nástupu do Podunajské nížiny v sedmdesátých letech 4. století a po katastrofální porážce roku 375 žila většina Ostrogótů jako poddaní svých hunských pánů. Ostatní vystupovali jako jejich spojenci a v bitvách stáli často po jejich boku spolu s Alany. Tento stav v podstatě přetrval až do porážky Hunů.
Jedinou výjimkou jsou události z let 376-380. Tehdy (376) se gótské oddíly vydaly přes Dunaj. A byla to právě ostrogótská jízda spolu s Alany a hunskými jízdními lučištníky, která o dva roky později 9. srpna 378 rozhodujícím způsobem zvrátila výsledek bitvy u Adrianopole. Po tomto historickém mezníku je roku 380 císař Gratianus usídlil jako spojence v Pannonii. Tam plnili svou úlohu obránců římského území.
Roku 451 se Ostrogóti zúčastnili Attilovy bitvy v Gallii. Po jejich porážce se moc Hunů zhroutila. Další porážka hunské armády roku 454 na řece Nedao znamenala naprostý konec jejich nadvlády na tomto území. Jejich území si rozebraly jednak bývalé porobené národy a také nově příchozí etnika. Ostrogóti si udrželi svou Panonii.

### Vztah s Konstantinopolí
Mezi Konstantinopolí a Ostrogótskou říší byla uzavřena mírová smlouva.
Ostrogóti se mnoho nezajímali o zemědělství a proto byly do značné míry závislí na dodávkách Konstantinopole.
Jejich král Theodorich, než vstoupil na trůn, byl v Konstantinopoli vychován.

### Pod vedením krále Theodoricha

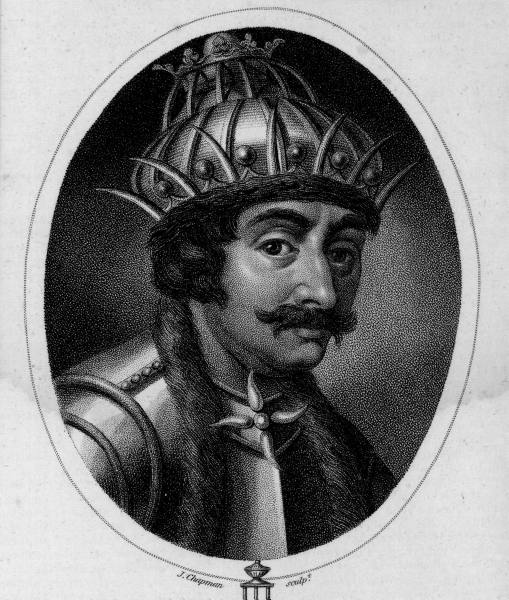
Romantický portrét krále Thedoricha

Jejich nejvýznamnějším králem se pak stal Thedorich, jenž slavně porazil Sarmaty a pak přesunul celou říši do oblasti Moesie, blíže ke Konstantinopoli. Král se však po čase stal natolik mocným, že začal ohrožovat samotnou Konstantinopol. Dokonce obsadil její předměstí a přerušil městský akvadukt. Na samotné dobytí Konstantinopole mu však zřejmě chyběly prostředky, které investoval především do svých nedobytných hradeb.
Stáhl se tedy k západů, což byl pravděpodobně nápad samotného císaře Zena, který se takto hodlal zbavit nebezpečného barbarského vládce západní části Říše Odoakera.

### Dobytí Itálie
Theodorichovo tažení roku 488 připomínalo spíše stěhování celého národa – spolu s vojskem o síle asi 20 000 mužů šly ženy děti i starci, celkem kolem 100 000 lidí; vyrazili po žních a podél Dunaje směřovali na severozápad. Snažili se je zadržet Gepidové, ale neúspěšně. Když Ostrogóti dorazili k hranicím severní Itálie postavil se jim do cesty u Isonza na mostě přes Wippach sám vládce Itálie Odoaker. Theodorich si v bitvě vynutil přechod řeky a celý následující rok spolu obě armády bojovaly o nadvládu nad Itálii. To se Ostrogótům podařilo roku 491. Odoaker byl obklíčen v Ravenně a po dlouhém obléhání se oba vládci dohodli, že zanechají nepřátelství a budou nad Itálií vládnout společně. To byla ale od Ostrogótů pouze lest, neboť o dva roky později byl Odoaker, poslední Theodorichova překážka v cestě k absolutní mocí nad Itálií, při hostině zabit.
Ostrogóti se stali faktickými vládci Itálie a části Illyrika. Dále se jejich moc projevovala více méně jen v diplomatických kruzích, ale zato docela výrazně. Na poloostrově ovšem vládli poměrně pevnou rukou. Theodorich sice oficiálně neměl titul císaře, ale to mnohým Římanům nebránilo v tom, aby jej nazývali dominus (pán) nebo dokonce augustus (císař). Jeho vláda k nim byla totiž celkem shovívavá a dokonce ani příliš nezasahoval do činnosti senátu. Navenek se nijak nesnažil odtrhnout se od Římské říše a své impérium v podstatě považoval za její svrchovanou a autonomní součást.

### Bitva o Itálii s Východní římskou říší
Theodorich panoval svou silnou rukou až do roku 526, kdy zemřel. Jeho nástupcem se stal jeho nedospělý vnuk Athalarich. Za něj prozatímně vládla jeho matka, královna Amalaswintha. Ta otevřeně podporovala Konstantinopol a dokonce začala projevovat ochotu se jí podrobit. V té době ještě byla Ostrogótská říše velmocí, ale už dávno si ji východořímský císař Justinián I. plánoval podrobit. Jeho snem bylo obnovení Římské říše v její původní velikosti a Itálie přirozeně byla cílem nejdůležitějším. Hledala se jen vhodná záminka, ta přišla v podobě pádu a smrti královny Amalasunthy roku 534, za kterým stáli gótští šlechtici, nelibě nesoucí královniny vztahy s Konstantinopolí. Invazní vojska pod vedením Belisaria nejprve bez boje obsadila Sicílii a pak bez větších obtíží prošla až k Římu.
Pro neschopnost byl odstraněn král Theodahad, který vládl po smrti královny Amalaswinthy. Jeho nástupce Witigis byl mnohem schopnější a dokonce v Římě Belisaria oblehl. Belisarios byl ovšem skvělý vojevůdce, vzchopil se a zanedlouho naopak Witiguse oblehl v Ravenně a přiměl jej roku 540 ke kapitulaci. Zdálo se, že válka v Itálii je u konce, ale Gótové se ještě vzdát nehodlali. Roku 542 za svého vůdce zvolili Totilu a zahájili protiofenzívu. Římanům v jednu chvíli zbyla v moci jen Ravenna a několik dalších silně opevněných měst.

### Pád říše
Válečně úspěchy se až do roku 551 přelévaly z jedné strany na druhou. Pak byl ale do Itálie Justiniánem vyslán eunuch Narses, který by mohl být srovnáván s Belisariem, ale který měl mnohem víc prostředků na vedení války. O rok později zasadil Ostrogótům zdrcující porážku u Busta Gallorum (nebo také u Taginae). V bitvě zahynulo 6 000 Gótů a také sám král Totila.
Roku 554 mohl císař Justinián vyhlásit svou „pragmatickou sankci“ a obnovit římskou civilní správu v Itálii. Tou dobou, ale už Ostrogóti byli jen vzpomínkou. V dlouhé válce byla Itálie zpustošena a naprostá většina Ostrogótů zahynula na bojištích nebo upadla do otroctví.
Když jejich král Theodorich porazil Odoakara ovládl Itálii. Takto se dalo vzniknout nové říši, s centrem v Ravenně.
Snažili se tu o romanizaci obyvatelstva.
Museli odolávat útokům byzantského císaře Justiniána I., což vedlo k rozpadu říše po bitvě u Vesuvu r. 553 a pak i k vyvrácení Langobardy.

## Langobardská říše (568–774)
Langobardská říše měla svá původní sídla na dolním Labi. V 5. století se posunuli na jih; prošli územím Čech a Moravy.
V 6. století ovládli Itálii a vytvořili zde své království. V 8. století byli podmanění Franky a Langobardi splynuli s místním obyvatelstvem.

## Vizigótská říše (507–711)
Vizigótská říše se po nájezdu Hunů přesunula z území dnešního Rumunska do Řecka a Itálie. 
Roku 410 dobyli Řím a pokusili se založit svůj stát i v jihozápadní Francii, v okolí Toulouse, ale pod tlakem Franků pronikli až na Pyrenejský poloostrov a založili si stát zde v okolí Toleda.
V 8. století byli poraženi Araby.

## Vandalská říše (429–534)
Vandalové postoupili ze severu (Jutska) do oblasti mezi Odrou a Vislou, pak na západ do Galie a Hispánie. Jejich sídlo se jmenovalo Vandalitia – odsud název Andalusie.
Roku 429 založili v severní Africe (dnes Tunis, Alžír) nezávislé království se sídlem Kartágo. Tato jejich africká provincie prožívala konflikty s Římem.
Dobyli Sicílii a Korsiku. Za krále Geisericha r. 455 vyplenili Řím (odtud pojem vandalismus). Poté prošli romanizací obyvatel. Říše tehdy rozkvétala a prosperovala. Stále však vedli boje s Byzancí až nakonec za vlády Justiniána I. říše Vandalů byla r. 534 vojevůdcem Belisarem dobyta.

## Burgundská říše
Trvala od roku 443 do roku 534. Původní kořeny měla v Dánsku,ale přesun k Visle a dále na západ. Kvůli ale neustálým nájezdům hunům byli nuceni usadit se na území Gálie (jihovýchodní Francie). Kolem roku 534 byla dobyta Franky a zůstala pod její nadvládou.